# Elnök
Az elnök egy állam vagy valamilyen divíziójának vezetője, tipikusan demokráciákban, köztársaságokban vagy diktatúrákban. A címet elterjedten használják a cégek világában és egyéb társadalmi csoportokban is.
A magyar szó, ahogy az angol president is (Latin prae- "előtt" + sedere "ülni"), eredetileg olyan személyt jelölt, aki valamely ceremónián, vagy tanácskozáson irányítja a társalgást.
Az olyan demokratikus politikai rendszert, amelyben az elnöknek jelentős hatalma van, elnöki rendszernek nevezik. A félelnöki rendszerekben szintén viszonylag nagy hatalma van az elnöknek, de együtt kormányoz a miniszterelnökkel.

## Fordítás
Ez a szócikk részben vagy egészben  a   President című angol Wikipédia-szócikk ezen változatának fordításán alapul.  Az eredeti cikk szerkesztőit annak laptörténete sorolja fel. Ez a jelzés csupán a megfogalmazás eredetét és a szerzői jogokat jelzi, nem szolgál a cikkben szereplő információk forrásmegjelöléseként.